# Túnel embalse de Paso Nuevo
Los túneles del embalse de Paso Nuevo 1 y 2 es ubican en el extremo norte de la A-139 (entre la localidad de Benasque y los túneles de Canals Royes y l´Esquerro), por lo tanto en el extremo norte del valle de Benasque (extremo nororiental de Aragón). Los túneles tienen 42 y 37 metros de longitud y ambos sirven para salvar la cerrada del embalse hidroeléctrico de Paso Nuevo (3 hm³) y podrían tener una importancia vital si se decidiense construir el túnel internacional Benasque-Bagneres de Louchon.